# Pablo Migliore
Pablo Alejandro Migliore (Buenos Aires, 27 gennaio 1982) è un ex calciatore argentino, di ruolo portiere.

## Biografia
Possiede il passaporto italiano.
Il 1º aprile 2013 viene arrestato con l'accusa di favoreggiamento durante le indagini per l'omicidio del tifoso del Boca Juniors Ernesto Cirino, ucciso nell'agosto del 2011. Secondo le accuse Migliore avrebbe aiutato il principale accusato dell'omicidio, tale Maximiliano Mazzaro, a sfuggire all'arresto.

## Carriera
Il 30 maggio 2013 la Dinamo Zagabria comunica che il portiere ha firmato un contratto triennale con la squadra croata.